# Laguna Seca, El Oro
Laguna Seca är en ort i kommunen El Oro i delstaten Mexiko i Mexiko. Samhället hade 227 invånare vid folkräkningen år 2020.